# Doxospira hertleini
Doxospira hertleini é uma espécie de gastrópode do gênero Doxospira, pertencente a família Pseudomelatomidae.